# Spiritpond runenstenen

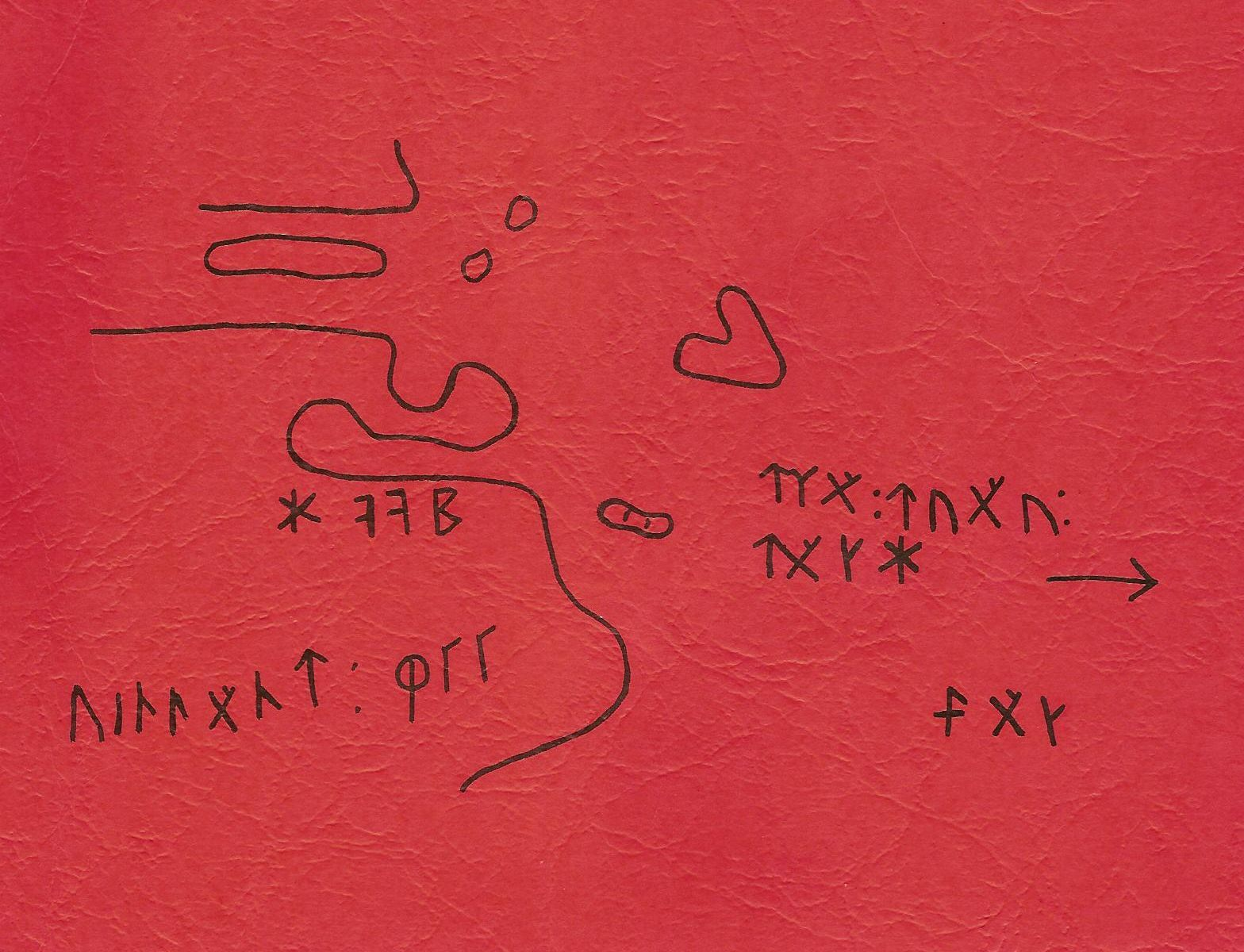
Inscripties op de "kaart runesteen"

De Spiritpond runenstenen zijn drie stenen met runeninscripties, zogenaamd gevonden op Spirit Pond in Phippsburg, Maine in 1971 door een Walter J. Elliott, Jr, een timmerman geboren in Bath, Maine. De stenen, die momenteel gehuisvest zijn in de Maine State Museum, worden op grote schaal afgedaan als een hoax of fraude. Als deze authentiek zouden zijn, zijn ze een bewijs van precolumbiaanse transoceanische contact en de Noorse kolonisatie van de Amerika's.
In tegenstelling tot de prehistorische monumentale runestenen opgeworpen in Scandinavië, zijn deze runenstenen kleine objecten, vergelijkbaar met middeleeuwse runen handschriften. Een soortgelijke steen is de authentieke Runensteen van Kingigtorssuaq gevonden in Groenland in 1824. Van de drie stenen, bevat er één een totaal van 15 regels tekst aan twee kanten. De "kaart runesteen" bevat een kaart met enkele inscriptie, in verschillende kranten stelt Paul H. Chapman voor dat de kaart het landschap zichtbaar vanaf de 1075 meter hoge Witte Berg toont, het hoogste punt in de nabijheid van de Spirit Pond, of de noordpunt van Newfoundland.
De inscripties bevatten meerdere gevallen van het gebruik van cijfers in Arabisch context. Het nummer 1011 op de inscriptie (weergegeven als "011") is geïnterpreteerd als een datum, wat leidt tot speculatie dat de stenen een onderdeel zijn van de expeditie van Thorfinn Karlsefni. Taalkundige analyse wijst echter op een latere datum. De eerste die de stenen wetenschappelijk onderzocht is prof. Einar Haugen. In 1974, na het vertalen van de runen, vond hij de gebruikte runen en de taal van de inscriptie in strijd te zijn met 11e eeuw Oudnoors. Hij concludeerde dat de inscripties waarschijnlijk werden gemaakt na 1932.
Amateur-onderzoekers zijn sympathieker geweest ten opzichte van de middeleeuwse oorsprong van de stenen. Suzanne van Carlson, en een groep enthousiastelingen die pleiten voor een wijdverspreide aanwezigheid van Vikingen in Noord-Amerika, suggereert dat de runen afkomstig zijn uit het midden van de 14e eeuw, hoewel het onduidelijk is hoe Carlson deze datum heeft verkregen. De amateur runeliefhebber Richard Nielsen hanteert 1401 als meer precieze datering.
Vertaling van de Spiritpond inscripties is op zich een uitdaging; onderzoekers kunnen het eens worden over slechts 80% van de tekst. Suzanne Carlson beweert dat de stenen een verhaal vertellen van een plotselinge storm en angstig Vikingen proberen te redden van hun schip "de schuimende armen van Aegir, god van de zee."